# Cuatresia amistadensis
Cuatresia amistadensis är en potatisväxtart som beskrevs av D.A.Soto och A.K.Monro. Cuatresia amistadensis ingår i släktet Cuatresia, och familjen potatisväxter. Inga underarter finns listade i Catalogue of Life.